# Barbara Bojanowska-Jasionowska
Barbara Bojanowska-Jasionowska (ur. 1936 w Płocku, zm. 23 kwietnia 2023 w Warszawie) – malarka i graficzka, absolwentka Akademii Sztuk Pięknych w Warszawie (1961) w pracowni Jana Cybisa. Prace artystki znajdują się w wielu kolekcjach w kraju oraz za granicą.

## Życie rodzinne
Barbara Bojanowska-Jasionowska pochodziła z mazowieckiej linii Bojanowskich. Ojciec Jacek Bojanowski był zarządcą majątku, matka Hanna z domu Płoska była córką prawnika, działacza społecznego i katolickiego, szambelana papieskiego Eugeniusza Płoskiego i malarki Janiny Płoskiej. Brat bliźniak Wojtek (1936–2010), brat Jerzy (1932–1984), siostra Zofia (1943). Lata dzieciństwa spędziła w rodzinnym majątku w Pszczółkach, następnie w Trzepowie k. Płocka. Do Warszawy przeprowadziła się wraz z rodziną w latach szkolnych, w 1961 r. kończy ASP, w 1961 roku wychodzi za mąż za architekta wnętrz Zygmunta Jasionowskiego, syn Paweł.

## Twórczość
Kolorystka, która kształtowała swój warsztat malarski w pracowni prof. Jana Cybisa w warszawskiej ASP w latach 1955–1961. Przez pierwsze lata po studiach pracowała w Centralnym Biurze Wzornictwa, gdzie projektowała głównie tkaniny. Działalność ta zaowocowała wyróżnieniem, a następnie Nagrodą Ministra Przemysłu Lekkiego. Kolejnym i najdłuższym etapem pracy zawodowej stała się indywidualna twórczość malarska. Artystka związana ze środowiskiem twórców warszawskich, członkini Związku Polskich Artystów Plastyków maluje głównie oleje i pastele. Tematami prac są sceny baletowe, portrety, kwiaty, akty i pejzaże. Większość obrazów w kolekcjach prywatnych w kraju i za granicę, na dorobek składa się około 1200 prac.

### Wystawy
| rok       | Wydarzenie                                                                               |
| --------- | ---------------------------------------------------------------------------------------- |
| 1966      | Festiwal Sztuk Pięknych w Zachęcie w Warszawie.                                          |
| 1968-1972 | Ogólnopolskie Wystawy Plenerowe projektantów Przemysłu Lekkiego.                         |
| 1971      | Galeria Art – malarstwo ze zbiorów Wojciecha Siemiona w Warszawie.                       |
| 1972      | malarstwo ze zbiorów Wojciecha Siemiona w Zakopanem.                                     |
| 1973      | X jubileuszowa Wystawa Projektantów Przemysłu Lekkiego – Łódź.                           |
| 1973      | poplenerowa wystawa „Światło plus Kolor” w Kozienicach.                                  |
| 1974      | Nagroda III Ministra Przemysłu Lekkiego PKIN w Warszawie.                                |
| 1976      | Wystawa indywidualna Klub MPIK Warszawa -Żoliborz.                                       |
| 1977      | Wystawa indywidualna Dom Kultury Wola.                                                   |
| 1976-1980 | udział w Targach Sztuki WAREXPO I, II, III, IV (stoiska autorskie).                      |
| 1980      | Międzynarodowa Wystawa AKTU w Hamburgu (NRF).                                            |
| 1980      | Wystawa Okręgu Warszawskiego Zachęta.                                                    |
| 1981      | wystawa międzynarodowa w Goeteborgu (Szwecja).                                           |
| 1981      | wystawa poplenerowa Galeria M.                                                           |
| 1982      | wystawa indywidualna w Galerii MDM w Warszawie.                                          |
| 1984      | wystawa indywidualna w galerii „Plastyka” w Warszawie.                                   |
| 1997      | wystawa indywidualna w galerii FORMA w Warszawie.                                        |
| 1998      | wystawa indywidualna w Galerii na KOLE w Warszawie.                                      |
| 1998      | wystawa zbiorowa w BOK Bielany w Warszawie.                                              |
| 2001      | wystawa indywidualna w DK „FORMA” w Warszawie.                                           |
| 2004      | wystawa indywidualna w Galerii MITO w Warszawie.                                         |
| 2008      | wystawa indywidualna w Galerii MITO w Warszawie.                                         |
| 2009      | wystawa indywidualna w BOK Bielany.                                                      |
| 2016      | wystawa indywidualna „RETROSPEKTYWA” w Bibliotece im. Staszica na Bielanach w Warszawie. |
| 2016      | wystawa indywidualna w Galerii „Słoń w Porcelanie” w Warszawie.                          |
| 2019      | wystawa indywidualna w Instytucie Teatralnym w Warszawie pt. „W tańcu”.                  |